# Умышленное причинение средней тяжести вреда здоровью
Умышленное причинение средней тяжести вреда здоровью — преступление против здоровья человека, субъектом преступления которого является лицо, достигшее 14-летнего возраста. Непосредственным объектом преступления является соматическое и психическое здоровье другого человека. Объективная сторона преступления выражается в действии или бездействии виновного, повлёкшем за собой длительное расстройство здоровья потерпевшего или значительную стойкую утрату общей трудоспособности менее чем на одну треть.
В соответствии со статьёй 112 УК РФ умышленное причинение средней тяжести вреда здоровью, не опасного для жизни человека и не повлёкшего последствий, возникающих при умышленном причинении тяжкого вреда здоровью, но вызвавшего длительное расстройство здоровья или значительную стойкую утрату общей трудоспособности менее чем на одну треть, наказывается ограничением свободы на срок до трёх лет, либо принудительными работами на срок до трех лет,  либо арестом на срок от трёх до шести месяцев, либо лишением свободы на срок до трёх лет.
То же деяние, совершённое:
- в отношении двух или более лиц;
- в отношении лица или его близких в связи с осуществлением данным лицом служебной деятельности или выполнением общественного долга;
- в отношении малолетнего или иного лица, заведомо для виновного находящегося в беспомощном состоянии, а равно с особой жестокостью, издевательством или мучениями для потерпевшего;
- группой лиц, группой лиц по предварительному сговору или организованной группой;
- из хулиганских побуждений;
- по мотивам политической, идеологической, расовой, национальной или религиозной ненависти или вражды либо по мотивам ненависти или вражды в отношении какой-либо социальной группы

— наказывается лишением свободы на срок до пяти лет.